# ブランドン・バス
ブランドン・サミュエル・バス（Brandon Samuel Bass, 1985年4月30日 - ）はアメリカ合衆国ルイジアナ州バトンルージュ出身のバスケットボール選手。ポジションはパワーフォワード。203cm、113kg。

## 経歴

### 学生時代
バスはバトンルージュのキャピタル高校で、最も注目を集める選手であった。2003年から2005年までルイジアナ州立大学でプレーし、2004-2005シーズンにサウスイースタン・カンファレンスの最優秀選手に選ばれた。

### NBA
バスは、2004年のNBAドラフトにエントリーしていたが指名されず結局、2005年にニューオーリンズ・ホーネッツ にドラフト2巡目33位で指名を受け入団した。
2007年6月26日、ダラス・マーベリックスと契約し、2008-09シーズン中、バスの決めたターンアラウンドジャンパーへのアシストが、ジェイソン・キッドの通算10,000アシストとなった。
2009年6月10日、オーランド・マジックと契約した。
2011年12月にボストン・セルティックスのグレン・デイビスらと交換トレードされた。 
2011年のセルティックスでの初めてのゲームで、28分出場で20得点、11リバウンドを記録した。セルティックスでの最初のシーズンは平均12.5得点、6.2リバウンドの成績で、2012年6月21日のフィラデルフィア・セブンティシクサーズ戦で、にプレーオフでのキャリアハイの27得点を記録した。
2012年セルティックスと再契約した。
2015年7月5日、ロサンゼルス・レイカーズと契約した。
2016年7月16日、ロサンゼルス・クリッパーズと1年契約を結んだ。

### 海外へ
2017年夏、NBAのチームと契約することが出来なかったバスは、CBAの遼寧衡業飛豹籃球倶楽部と契約した。

## その他
- バスの弟のクリスもルイジアナ州立大学でプレーしている[11]。

## 脚註
1. ↑  Fifty-Three Early Entry Candidates Withdraw
2. ↑  Mavericks Sign Brandon Bass
3. ↑  Mavs' Kidd reaches 10,000 assists milestone against Raptors Archived 2014年5月27日, at the Wayback Machine.
4. ↑  “Magic Sign Free Agent Brandon Bass”. NBA.com (2009年7月10日). 2013年8月2日閲覧。
5. ↑  Celtics Acquire Bass
6. ↑  “Boston Celtics vs. New York Knicks - Box Score - December 25, 2011 - ESPN”. 2011年12月25日閲覧。
7. ↑  “Brandon Bass has best playoff game of his career”. 2012年6月22日閲覧。
8. ↑  Celtics Re-Sign Brandon Bass
9. ↑  Clippers To Sign Brandon Bass
10. ↑  Brandon Bass signing with Liaoning Leopards
11. ↑  #4 Chris Bass